# Noa Cohen
Noa Cohen, född 3 augusti 2002, är en israelisk skådespelare och fotomodell.

## Biografi
Noa Cohen blev först känd som fotomodell och social mediaprofil. Hennes första större film kom som Shiryn i den israelsiska biofilmen Silent Game. 2024 spelade hon titelkaraktären jungfru Maria i netflixfilmen med samma namn.

## Filmografi (i urval)
- 2022 – Silent Game
- 2024 – 8200 (TV-serie)
- 2024 – Jungfru Maria